# David MacMillan (ingénieur du son)
Pour les articles homonymes, voir MacMillan.
David MacMillan est un ingénieur du son né en Irlande du Nord.

## Biographie
David MacMillan commence à travailler en apprentissage à la Canadian Broadcasting Corporation. Une fois obtenu son examen, il travaille à la télévision sur des séries, des documentaires ou des reportages. En 1968, alors qu'il est en Californie pour des documentaires, il rencontre Francis Ford Coppola qui est en train de créer American Zoetrope à San Francisco. Après trois ans à travailler pour Coppola comme mixeur son , MacMillan redevient chef-opérateur du son,.
Il enseigne à l'UCLA dans le département "School of Theater, Film and Television". Il est membre de la Cinema Audio Society et de l'Academy of Motion Picture Arts and Sciences.

## Filmographie (sélection)
- 1979 : American Graffiti, la suite (More American Graffiti) de Bill L. Norton
- 1983 : L'Étoffe des héros (The Right Stuff) de Philip Kaufman
- 1984 : Birdy d'Alan Parker
- 1984 : Indiana Jones et le Temple maudit (Indiana Jones and the Temple of Doom) de Steven Spielberg
- 1990 : L'Expérience interdite (Flatliners) de Joel Schumacher
- 1993 : Soleil levant (Rising Sun) de Philip Kaufman
- 1993 : La Firme (The Firm) de Sydney Pollack
- 1994 : Tueurs nés (Natural Born Killers) d'Oliver Stone
- 1994 : Speed de Jan de Bont
- 1995 : Nixon d'Oliver Stone
- 1995 : Apollo 13 de Ron Howard
- 1997 : Le Pic de Dante (Dante's Peak) de Roger Donaldson
- 1999 : En direct sur Ed TV (EDtv) de Ron Howard
- 2000 : Ce que veulent les femmes (What Women Want) de Nancy Meyers
- 2000 : Le Grinch (Dr. Seuss' How the Grinch Stole Christmas!) de Ron Howard
- 2004 : Garfield, le film (Garfield: The Movie) de Peter Hewitt
- 2004 : 30 ans sinon rien (13 Going on 30) de Gary Winick
- 2005 : 40 ans, toujours puceau (The 40 Year-Old Virgin) de Judd Apatow
- 2005 : Ma sorcière bien-aimée (Bewitched) de Nora Ephron
- 2007 : Alvin et les Chipmunks (Alvin and the Chipmunks) de Tim Hill
- 2007 : Hairspray d'Adam Shankman
- 2007 : En cloque, mode d'emploi (Knocked Up) de Judd Apatow
- 2008 : Twilight, chapitre I : Fascination (Twilight) de Catherine Hardwicke
- 2008 : Hancock de Peter Berg
- 2009 : La Proposition (The Proposal) d'Anne Fletcher

## Distinctions

### Récompenses
- Oscar du meilleur mixage de son
  - en 1984 pour L'Étoffe des héros
  - en 1995 pour Speed
  - en 1996 pour Apollo 13
- BAFTA 1995 : British Academy Film Award du meilleur son pour Speed
- 2015 Cinema Audio Society Career Achievement Award

### Nominations
- BAFTA 1996 : British Academy Film Award du meilleur son pour Apollo 13